# Château de la Guibourgère
Pour les articles homonymes, voir Guibourgère.
 (décembre 2014).
Si vous disposez d'ouvrages ou d'articles de référence ou si vous connaissez des sites web de qualité traitant du thème abordé ici, merci de compléter l'article en donnant les références utiles à sa vérifiabilité et en les liant à la section « Notes et références ».
Le château de la Guibourgère est un château situé à Teillé, en France.

## Localisation
Le château est situé sur la commune de Teillé, dans le département de la Loire-Atlantique.

## Historique

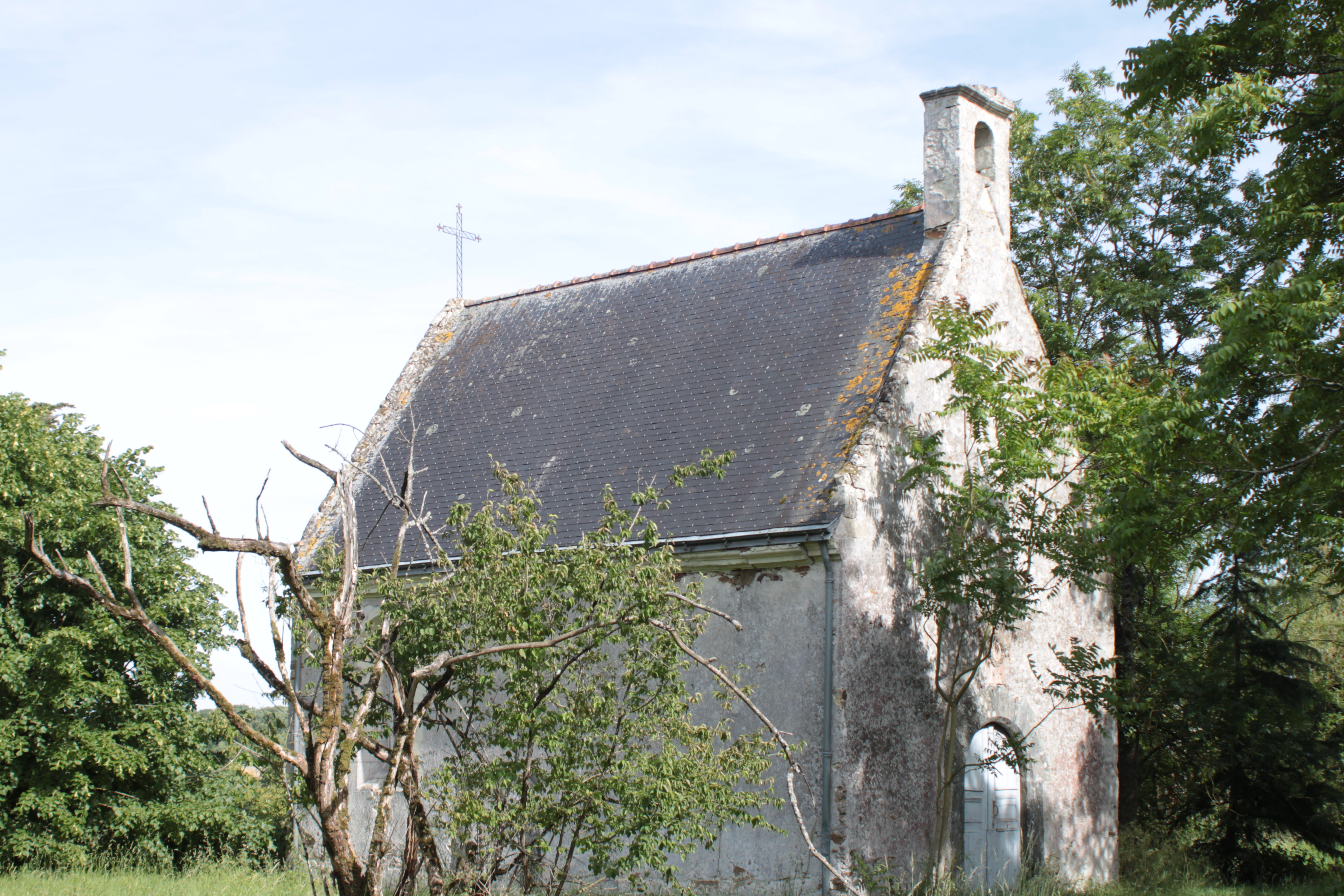
La chapelle.

Le monument est inscrit au titre des monuments historiques en 1982.
Construit initialement par un architecte dont le nom est inconnu, le château de la Guibourgère est modifié dans son ensemble par les architectes Liberge et Moreau. Du plan en U, il ne reste que la partie centrale, à laquelle on a donné une symétrie parfaite. Les ailes en retour sont détruites, et des communs sont alors construits au sud du château, ainsi qu'un chenil et un potager à la française.[réf. nécessaire]
Le château est édifié sur une plate-forme rectangulaire autrefois entourée de fossés en eau ; on y accédait par trois passerelles. Il reste encore aujourd'hui des traces de ces douves en sifflet. L'accès au domaine se fait par son avenue de 2 kilomètres où un portail marquait l'entrée est du parc.[réf. nécessaire]
Le château de la Guibourgère est actuellement en avant-projet de rénovation.[réf. nécessaire]
Il fut la propriété des familles Raoul de La Guibourgère (XVe siècle), puis de la famille Camus de Pontcarré (XVIIIe siècle).

## Propriétaires successifs
- Jacques-Joachim Raoul (1665-1714)
- Jacques-Claude Raoul de La Guibourgère (1686-1720)
- Louise-Françoise Raoul de La Guibourgère (1712-1782)
- Jean-Baptiste Élie Camus de Pontcarré (1702-1775)
- Louis Camus de La Guibourgère (1747-1794)
- Alexandre Prosper Camus de La Guibourgère (1793-1853)
- Edmond Camus de La Guibourgère (1830-1899)
- Charles Camus de La Guibourgère (1859-1926)
- Gaston Camus de La Guibourgère (1888-1971)
- Ghislaine Camus de La Guibourgère (1922-1993)
- Bernard de Louvencourt (1916-2000)